# Orchestra of Bubbles
Albums de Ellen Allien & Apparat
Thrills
(2005) Sool
(2008)
Orchestra of Bubbles est le quatrième album d'Ellen Allien, sorti en 2006 sur son label BPitch Control et composé en duo avec Apparat.

## Liste des morceaux
| 1.    | Turbo Dreams    | 4:10 |
| 2.    | Way Out         | 3:43 |
| 3.    | Retina          | 4:03 |
| 4.    | Rotary          | 4:24 |
| 5.    | Jet             | 6:34 |
| 6.    | Sleepless       | 3:36 |
| 7.    | Metric          | 3:31 |
| 8.    | Floating Points | 5:13 |
| 9.    | Under           | 4:54 |
| 10.   | Do Not Break    | 5:13 |
| 11.   | Leave Me Alone  | 3:17 |
| 12.   | Edison          | 3:48 |
| 13.   | Bubbles         | 4:58 |
| 57:24 |                 |      |